# Champ des Roches

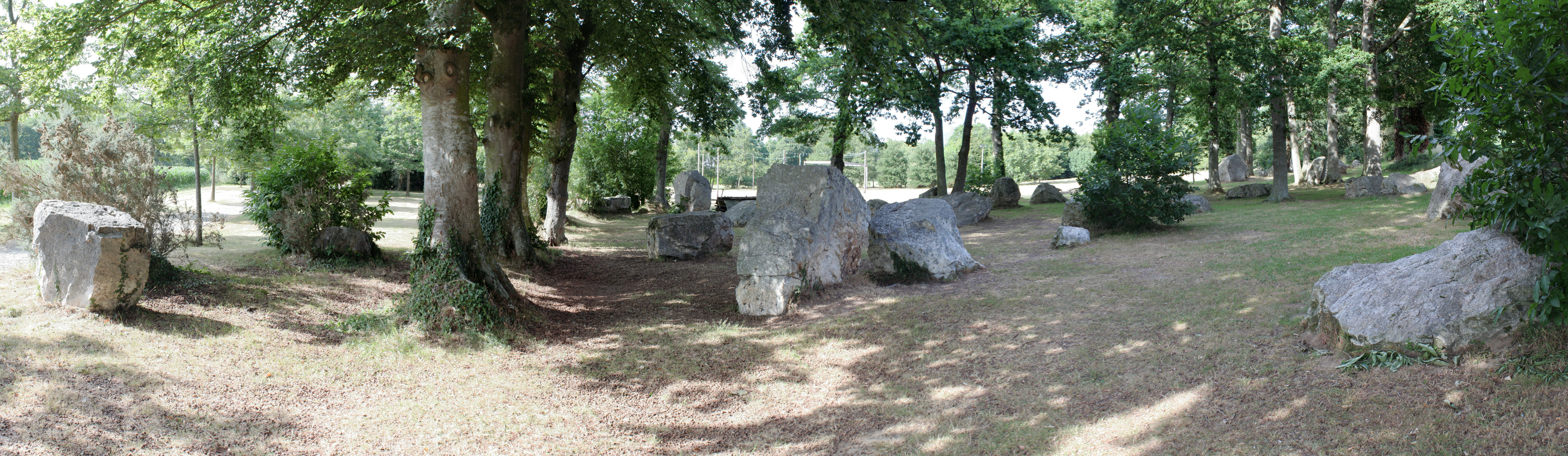
Champ des Roches – Feld der Steine

Das Champ des Roches (auch Alignements de la Ville Crochu oder Cimitière des Druides genannt) sind jungsteinzeitliche Steinreihen bei Pleslin-Trigavou im Département Côtes-d’Armor in der Bretagne in Frankreich und seit 1887 ein historisches Denkmal. Unter dem Namen sind im französischen Sprachraum auch andersartige Steinfelder (Barbey-Seroux, Bruyères) bekannt.
Die Alignements de la Ville Crochu bestehen aus 5 nicht völlig parallel verlaufenden Reihen von insgesamt etwa 70 weißen Quarzblöcken, die hinter dem Friedhof im Süden des Dorfes in Richtung Osten verlaufen. Sie können von einem 3,5 m hohen Aussichtspunkt überblickt werden.
Es ist bekannt, dass es hier einmal viel mehr Steine gab. Im Jahre 1861 wurden sieben Reihen mit einer Höhe bis zu 3,5 Metern aufgenommen. Es gibt heute einige Steinblöcke auf den Feldern im Westen, die, wenn sie dazu gehören, fast die doppelte Länge der Reihen ergeben.
Eine noch im Jahre 1850 festgestellte Tradition führte das Volk am Tag des heiligen Petrus zu den Felsen. Diese Feste wurden als überlebte Druidentradition mit einem Bankett an Lagerfeuern begangen.